# 和田哲哉
和田 哲哉（わだ てつや、1954年3月1日 - 2016年5月28日）は、日本の経営者。兵庫県出身。三菱UFJニコス社長、会長を務めた。

## 経歴
1976年に京都大学法学部を卒業し、同年に三菱銀行に入行。2003年6月に執行役員に就任し、2006年5月に三菱東京UFJ銀行常務を経て、2010年に三菱UFJニコス副社長に就任し、2011年4月に社長に昇格。2014年6月に会長に就任。
2016年5月28日に肺塞栓症のために死去。62歳没。